# Альципа індокитайська
Альци́па індокитайська (Alcippe grotei) — вид горобцеподібних птахів родини Alcippeidae. Мешкає в Індокитаї. Раніше вважався конспецифічним з чорнобровою альципою, однак був визнаний окремим видом. Вид названий на честь німецького орнітолога Германа Гроте.

## Опис
Довжина птаха становить 16,5 см. Верхня частина тіла і хвіст коричневі, нижня частина тіла білувата. Верхня частина голови сіра, окаймлена чорною смугою. Боки коричневі, біле кільце навкло очей слабо виражене.

## Підвиди
Виділяють два підвиди:
- A. g. eremita Riley, 1936 — південно-східний Таїланд;
- A. g. grotei Delacour, 1936 — східна Камбоджа, Лаос і В'єтнам.

## Поширення і екологія
Індокитайські альципи живуть у вологих рівнинних тропічних лісах, в бамбукових і чагарникових заростях. Зустрічаються на висоті до 400 м над рівнем моря (хоча іноді трапляються і на висоті 1200 м над рівнем моря).
Індокитайські альципи зустрічаються парами або невеликими зграйками до 7 птахів. Іноді вони приєднуються до змішаних зграй птахів. Живляться переважно комахами. Гніздо чашоподібне, робиться з сухого листя і моху і розміщується в чагарниках або папороті. В кладці 2 яйця.